# Карагоч
Караго́ч (тадж. Қарағоч) — село у складі Хатлонської області Таджикистану. Входить до складу Чубецького джамоату району імені Мір Саїда Алії Хамадоні.
Село розташоване біля східного підніжжя гори Ходжамумін (висота 1334,2 м).
Населення — 528 осіб (2010; 562 в 2009).
Через село проходить автошлях Восе-Маскав.